# 3558 Шишкин
3558 Shishkin је астероид главног астероидног појаса са средњом удаљеношћу од Сунца која износи 2,440 астрономских јединица (АЈ).
Апсолутна магнитуда астероида је 12,5.